# 751

## Eventos
- Início da dinastia Carolíngia no Reino Franco, inaugurada por Pepino, o Breve.